# Eszter Méri
Eszter Méri (* 11. Dezember 2002 in Šamorín) ist eine slowakische Tennisspielerin.

## Karriere
Méri spielt bislang vor allem Turniere der ITF Women’s World Tennis Tour, wo sie bisher einen Einzeltitel gewinnen konnte.
Im Juni 2018 bestritt Méri ihr erstes ITF-Turnier beim W15 in Tarvisio, wo sie gegen Sofia Mariotto ihr erstes Match gewann, dann aber gegen Lisa Sabino ihr erstes Match in der Hauptrunde verlor. Im Juli 2019 konnte Méri dann beim W25 im ungarischen Baja ihren ersten Weltranglistenpunkt erspielen und spielte bis September 2019 weitere ITF-Turniere, aber ohne nennenswerte Erfolge.
Nach der coronabedingten Turnierpause startete Méri dann ab November 2020 wieder bei ITF-Turnieren und konnte weitere Weltranglistenpunkte erspielen. Ihr bestes Resultat schaffte sie mit dem Halbfinaleinzug im Juni 2021 beim W15 in Banja Luka. Durch weitere Ergebnisse erreichte sie am Ende des Jahres 2021 die Ranglistenposition 813 in der Einzelweltrangliste.
Durch weitere gute Ergebnisse, unter anderem einer Achtelfinalteilnahme beim W60 in Olmütz im Juli 2022 erreichte sie im April 2023 ihre bislang beste Weltranglistenposition 541 und ist die Nummer neun der in der Weltrangliste platzierten slowakischen Tennisspielerinnen.

## Turniersiege

### Einzel
| Nr. | Datum         | Turnier | Kategorie | Belag | Finalgegnerin | Ergebnis |
| --- | ------------- | ------- | --------- | ----- | ------------- | -------- |
| 1.  | 21. Juli 2024 | Krško   | ITF W15   | Sand  | Emily Seibold | 6:3, 7:5 |

## Privates
Eszter besuchte das Imre-Madách-Gymnasium in Šamorín.